# Mason Thames
Mason Thames est un acteur américain né le 10 juillet 2007 à Dallas aux États-Unis.
Il incarne le rôle principal dans le film d'horreur Black Phone sorti en 2022. 
Il a 15 ans quand il est choisi pour incarner Harold dans l'adaptation en prises de vue réelles de Dragons. Le film est sorti en 2025.

## Filmographie

### Cinéma
- 2021 : Black Phone de Scott Derrickson : Finney Blake
- 2024 : Incoming (film) (en) de Dave Chernin et John Chernin : Benj Nielsen
- 2024 : Monster Summer (en) de David Henrie : Noah
- 2025 : Dragons (How to Train Your Dragon) de Dean DeBlois : Harold Horrib' Haddock III
- 2025 : Black Phone 2 de Scott Derrickson : Finney Blake
- 2025 : Regretting You de Josh Boone : Miller

### Séries télévisées
- 2019 : For All Mankind (série Apple TV+, 3 épisodes) : Daniel Stevens
- 2021-2022 : Walker (série télévisée) (série The CW, 3 épisodes) : Walker jeune